# Francesco Monterisi
Francesco Marco Nicola Monterisi (Barletta, 28 de maio de 1934) é um cardeal italiano, arcipreste emérito da Basílica de São Paulo fora dos Muros.

## Biografia
Depois dos estudos elementares e secundários em Barletta, entrou no Pontifício Seminário Menor de Roma e, em seguida, no Pontifício Seminário Maior de Roma. De 1951 a 1958, estudou na Pontifícia Universidade Lateranense de Roma, onde obteve o doutorado em teologia.. Em 16 de março de 1957, na catedral de Barletta, recebeu sua ordenação como padre das mãos do arcebispo de Trani e Barletta Reginaldo Giuseppe Maria Addazi, O.P.
Então tornou-se vice-reitor e diretor espiritual do Seminário de Biscelgie, entre 1958 e 1961, além de professor no Seminário Regional de Molfetta, de 1960 a 1961, quando foi chamado de volta a Roma para estudar diplomacia na Pontifícia Academia Eclesiástica; ao mesmo tempo, estudou direito canônico na Pontifícia Universidade Lateranense, onde obteve o doutorado em direito canônico em 1964. Entrou no serviço diplomático da Santa Sé em 1 de julho de 1964, como addetto di nunziatura, na Delegação Apostólica em Madagascar. Dois anos depois, foi nomeado secretário da nunciatura no Egito. A partir de 1970, trabalhou no Conselho de Assuntos Públicos da Igreja, no Vaticano.
Foi nomeado pró-núncio apostólico na Coreia do Sul (que abrange também a Coreia do Norte) em 24 de dezembro de 1982, sendo consagrado em 6 de janeiro de 1983 como arcebispo-titular de Alba Maritima na Basílica de São Pedro pelo Papa João Paulo II, coadjuvado por Eduardo Martínez Somalo, substituto da Secretaria de Estado e Duraisamy Simon Lourdusamy,  secretário da Congregação para a Evangelização dos Povos.
Renunciou à nunciatura na Coréia do Sul em 20 de junho de 1987. De 1987 a 1990, foi funcionário da Secretaria de Estado, na seção de Relações com os Estados e professor da Pontifícia Academia Eclesiástica. Foi nomeado Delegado para as Representações Pontifícias em 28 de agosto de 1990. Foi núncio na Bósnia e Herzegovina de 11 de junho de 1993 a 7 de março de 1998; enquanto nesse cargo, ele permaneceu como delegado para as representações pontifícias, contudo, em abril de 1992, um conflito armado internacional eclodiu na Bósnia e Herzegovina, que durou até dezembro de 1995; depois que terminou, o Núncio Monterisi foi chamado de volta a Roma.
Foi nomeado secretário da Congregação para os Bispos e do Colégio dos Cardeais em 7 de março de 1998 e, nesta função, foi o secretário do Conclave de 2005, que elegeu o Papa Bento XVI. Foi nomeado arcipreste da Basílica de São Paulo fora dos Muros em 3 de julho de 2009, resignando-se em 23 de novembro de 2012.
Em 20 de outubro de 2010, foi anunciada a sua criação como cardeal pelo Papa Bento XVI, no Consistório de 20 de novembro, em que recebeu o barrete vermelho e o título de cardeal-diácono de São Paulo em Regola.. No Consistório realizado em 3 de maio de 2021, optou pela ordem dos cardeais-presbíteros, mantendo sua diaconia pro hac vice.

## Conclaves
- Conclave de 2013 - participou da eleição de Jorge Mario Bergoglio como Papa Francisco.